# 楊儼
杨俨（6世纪—607年），隋朝废太子杨勇的長子，云昭训所生。六歲时，封为長寧郡王，后為叔父杨广毒殺。
杨俨是杨勇初遇云氏时在外雲雨而懷孕，因此其祖父母十分不满，出生的时候，其祖父隋文帝说：“此即皇太孫，何乃生不得地？”其外祖父雲定興奏曰：“天生龍種，所以因雲而出。”時人以為敏對。以后其祖母独孤皇后在杨广的挑拨下，还怀疑起杨俨是否自己亲生血脉，说“云定兴女在外私合而生，想此由来，何必是其体胤？”
杨勇被废，杨俨被削除了王爵，上表向祖父请求担任宫中警卫，其辞哀婉凄切，隋文帝看后很被打动。杨素挑拨说：“伏願聖心同於螫手，不宜複留意。”
杨广即位，携杨俨下江南游行，途中将其鸩杀。

## 王妃
- 京兆韦氏，隋朝汴州刺史、井陉定侯韦师之女[1][2]